# Cheikha Remitti
Cheikha Remitti ou simplement appelée Rimitti, de son vrai nom Sadia Bedief, née le 8 mai 1923 à Tessala, près de Sidi-Bel-Abbès, en Algérie et morte le 15 mai 2006 à Paris 18e, est une célèbre musicienne et chanteuse de raï algérienne. Elle était surnommée la « Mamie du Raï », dont elle était la figure féminine et féministe majeure dans l'histoire de la musique en Afrique du Nord.

## Biographie
Cheikha Remitti est née en Algérie à Tessala (ville située près de Sidi Bel-Abbès, en Oranie) le 8 mai 1923,,.
Cheikha Rimitti fut une des premières femmes à chanter, comme les hommes, sur fond de flûte gasba et de long tambour galal. À ce style, elle a ajouté le langage cru et le style rugueux, presque parlé, des meddahates, qui initient les adolescentes aux joies et aux pièges de l'amour en chantant pour des assemblées exclusivement féminines.
Elle fut une chanteuse considérée comme la mère spirituelle du raï et comme la mère du raï moderne,.
Elle a composé plus de 200 chansons, constituant un véritable « répertoire réservoir » dans lequel se serviront allégrement ses successeurs (comme « La Camel », reprise et popularisée par cheb Khaled). Pour tous les musiciens de raï, elle incarne une reine, « LA » grande dame vénérée par tous les chanteurs de la jeune génération qui voient en elle « la Mère du genre » (Rachid Taha lui dédie une chanson, « Rimitti »).
Elle restera cependant analphabète toute sa vie. « C'est le malheur qui m'a instruit, les chansons me trottent dans la tête et je les retiens de mémoire, pas besoin de papier ni de stylo ».
Elle est imprégnée très jeune par le chant rural. Orpheline, élevée par des « patrons » qu’elle a quittés à l’adolescence pour suivre une troupe de musiciens nomades, les Hamdachis, la jeune Saïda connait la misère et les épidémies avant de se lancer dans la chanson dans les années 1940, avec l'aide du musicien Cheick Mohamed Ould Ennems, à Relizane, Oran et Alger. Comme pour Cheikh Hamada, il serait simpliste de dire qu'elle est une chanteuse de raï ; Cheikha Rimitti est l'une des chanteuses algériennes les plus appréciées du Maghreb[réf. souhaitée].
Après l'Indépendance, ses chansons lui valent d'être censurée par certains politiques algériens,. Rimitti provoqua à la fois en effet le gouvernement censeur et l'Islam strict. Chantant l'amour, la femme, l'alcool, les corps emmêlés, la liberté, le féminisme… et présidant des fêtes arrosées, elle a très vite été ignorée par l'Algérie officielle. Elle s'attire une réputation sulfureuse dès son premier succès, Charrak gatta en 1954, dans lequel certains voient une attaque contre le tabou de la virginité (« Il me broie, me bleuit // il m'attise. il m'abreuve, je dis je pars et je passe la nuit // malheur à moi qui ai pris de mauvaises habitudes »),. Pour l'anecdote, on raconte qu'elle gagne son surnom en chantant dans les bars, celui-ci proviendrait en effet de l'injonction « Remettez, remettez-moi ça ! » (une tournée) : « rimitti », avec l'accent.
En 1971, elle subit un terrible accident de voiture en Algérie, trois de ses musiciens sont tués et elle tombe dans le coma.
En 1976, elle effectue un pèlerinage à La Mecque, et arrête l'alcool et le tabac, ce qui n'aura aucune incidence sur les thèmes de ses chansons.
Cheikha Rimitti s'installe à Paris en 1978, où elle anime les soirées dans des cafés communautaires (dont le célèbre " Bedjaïa Club", un café situé près de la station Stalingrad, en plein cœur du 18e arrondissement) jusqu'au Festival de Bobigny en 1986, qui lance la mode raï dans l'Hexagone. Bien que mise à l'écart par les siens, elle devient peu à peu l'ambassadrice internationale, paradoxalement, du raï; alors qu'elle ne supportait pas tous « ces jeunots tricheurs », comme elle le disait elle-même. Elle atteint même un nouveau public à la fin des années 1990 composé d'Algériens de France, leurs enfants et même des européens et des spécialistes en musique.[réf. nécessaire]
Elle avait touché un nouveau public à la fin des années 1990 en tentant des expériences, comme dans Sidi Mansour (1994) avec Robert Fripp (de King Crimson), Flea, le bassiste des Red Hot Chili Peppers et East Bay Ray (des Dead Kennedys) (qu'elle n'a cependant pas rencontrés), ou dans le plus électronique N'ta Goudami (2005), littéralement « Toi, devant moi », son ultime enregistrement (sorti chez BecauseMusic, le label d'Amadou et Mariam et de Manu Chao).
Elle donne un concert en 1994 à l'Institut du monde arabe ainsi que dans les grandes capitales mondiales (New York, Paris, Londres, Amsterdam, Stockholm, Genève, Madrid, Milan, Berlin, Le Caire). L'album Nouar (2000) a obtenu le Grand Prix du disque de l'Académie Charles-Cros.
Cheikha Rimitti est morte le 15 mai 2006, deux jours après son concert au Zénith de Paris où elle chantait avec les  « chebs », notamment Khaled. Avec son humour, elle disait qu'elle comptait bien les remettre à leur place[réf. souhaitée].

## Discographie sélective
- 1954 : Charak Gatâa, Pathé
- 1994 : Sidi Mansour
- 1996 : Ghir al Baroud
- 1996 : Cheika
- 2000 : Trab Music
- 2000 : Nouar
- 2001 : L'étoile du Rai
- 2001 : Live European Tour 2000
- 2001 : Salam Maghreb
- 2005 : N'ta Goudami

## Hommages
- Une semaine d'hommage à Cheikha Rimitti, janvier 2017, Toulouse, la Brique rouge d'Empalot
- « Avec la disparition de Cheïkha Rimitti, nous perdons la doyenne du raï, une voix fascinante, une femme libre, rebelle, souvent provocante, dont l'œuvre était profondément marquée par une vie qui fut souvent très difficile, particulièrement dans son enfance et sa jeunesse », a écrit le ministre de la Culture, Renaud Donnedieu de Vabres, dans un hommage à l'artiste[10].
- « C'est joyeux comme le Funk et profond comme le Blues, Creuset de tous les espoirs et de toutes les mélancolies, la musique RAÏ a de qui tenir son âme » (Nourredine Gafaïti)[8].

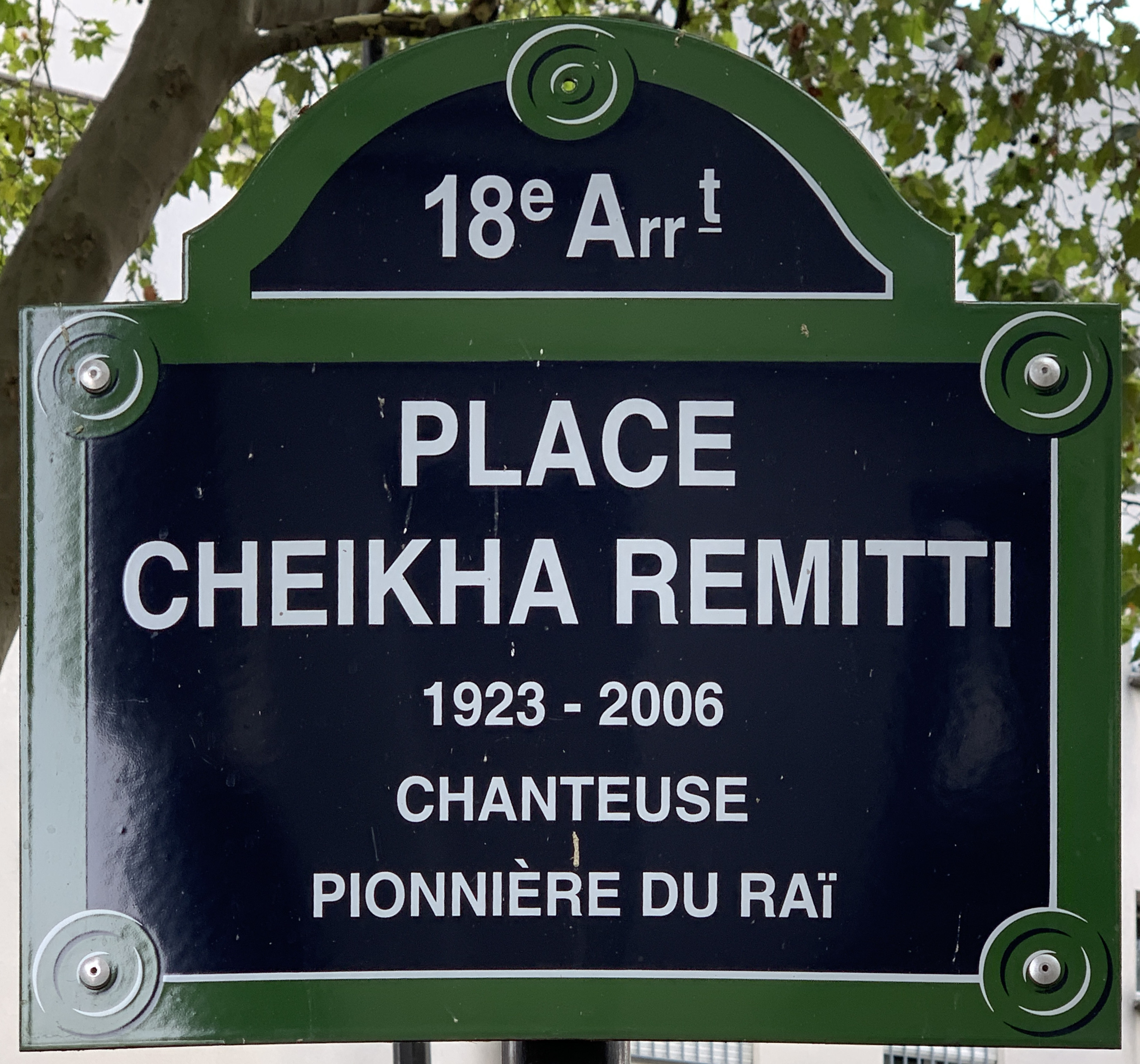
Elle a été honorée par le conseil de Paris, qui a désigné en novembre 2019 une place du 18e arrondissement (place Cheikha-Remitti) pour porter son nom, entre la rue de la Goutte-d'Or et la rue Polonceau[15],[16].   - Plaque Place Cheikha Remitti - Paris 18e